# Wohn- und Geschäftshaus Am Markt 18
Das Wohn- und Geschäftshaus Am Markt 18 in Wismar-Altstadt, steht unter Denkmalschutz. Das Haus wurde zuletzt im Erdgeschoss durch eine Gaststätte und ein Modehaus genutzt.

## Geschichte
Das zweigeschossige Haus mit dem Treppengiebel hat nach dendrochronologischen Untersuchungen einen mittelalterlichen Kern im Keller. Es wurde im 16. Jahrhundert im Stil der Renaissance gebaut. Der Giebel hat in den Obergeschossen die prägenden senkrechten Pilaster. Im Obergeschoss befinden sich an einigen Wänden klassizistische Stuckdekorationen. Fachleute gehen davon aus, dass das Dielenhaus mit Wasseranschluss früher eine Brauerei beherbergte.
Die Familie Groning baute das Haus 1687 um und war bis um 1797 Eigentümer des Hauses. Ab 1716 wohnte hier Bürgermeister Cristoff Groning und ab 1797 bis 1803 der Oberappellationsrat Gabriel Peter von Haselberg, später Präsidenten des Oberappellationsgerichts in Greifswald. 

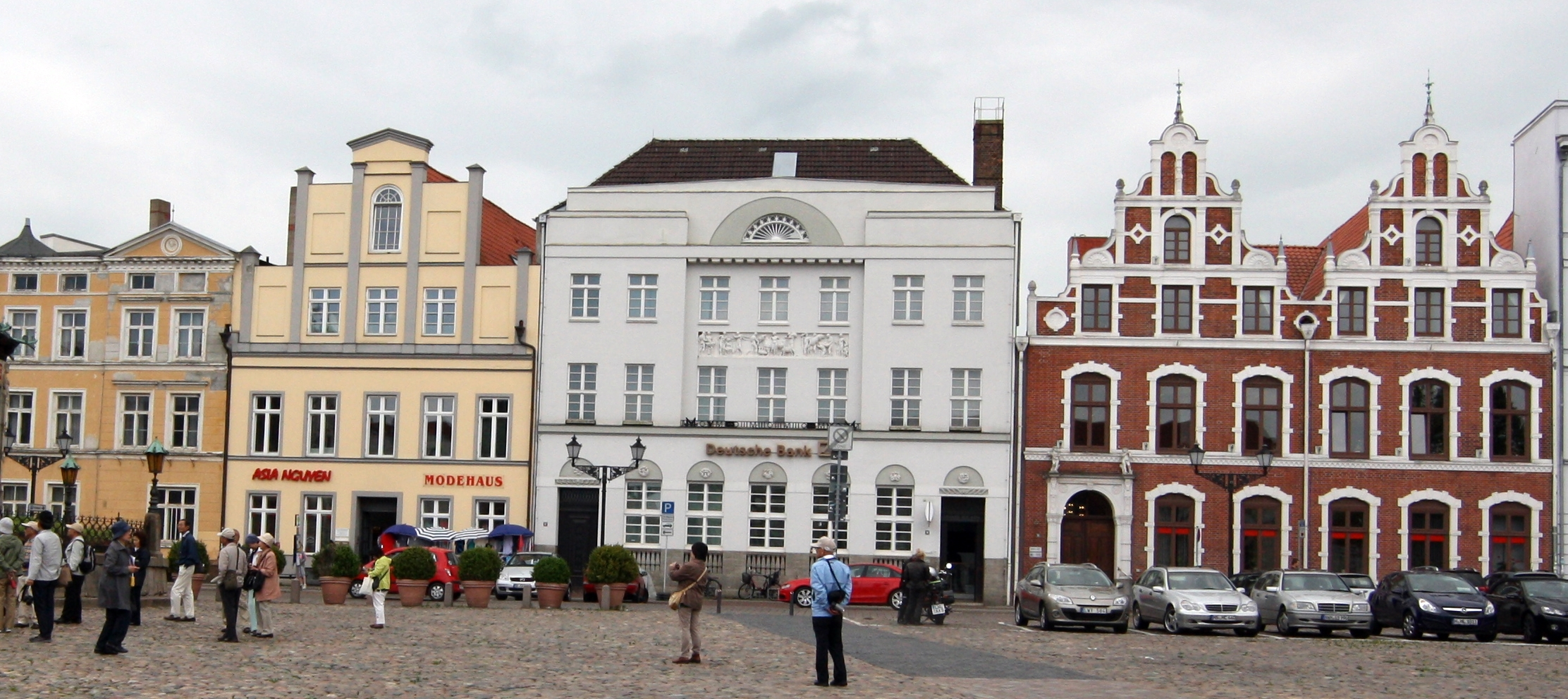
Wismar, Marktplatz

In direkter Nachbarschaft befindet sich auf dem Platz die Wasserkunst Wismar sowie von rechts nach links das ehemalige Kommandantenhaus Wismar (Nr. 15, Sparkasse) und ein Bankgebäude (Nr. 17), welche auch unter Denkmalschutz stehen.
Am 28. April 2018 wurde das Haus durch ein durch Brandstiftung verursachtes Feuer nahezu komplett zerstört. Seit November 2019 wird es aufwändig restauriert und soll nach Fertigstellung im Sommer 2021 wieder als Gewerbe und Wohngebäude genutzt werden.